# Arthrodamaeus reticulatus
Arthrodamaeus reticulatus är en kvalsterart som först beskrevs av Berlese 1910.  Arthrodamaeus reticulatus ingår i släktet Arthrodamaeus och familjen Gymnodamaeidae. Inga underarter finns listade i Catalogue of Life.